# طراطرة شائعة
التواتارا الشائع أو الطراطرة الشائعة (الاسم العلمي: Sphenodon punctatus)، هو نوع من عظائيات الوجه من فصيلة الطراطرات تحت رتبة منقاريات الرأس.

## صفاته
ظاهريًا يشبه السلحية، ويبلغ طوله حوالي 50 سم ويزن ما بين 0.5 و 1 كجم. وهو قادر على البقاء في درجات حرارة أقل مقارنة بالزواحف الأخرى. تعتبر من الحيوانات المعمرة التي تعيش أكثر من قرن؛ ومع ذلك، فإنها تتكاثر ببطء، وتصل إلى مرحلة النضج الجنسي في سن العاشرة. تضع البيض كل 4 سنوات ويستغرق البيض من 12 إلى 15 شهرًا حتى يفقس.
وهي مثل أنواع الزواحف الأخرى، لها عين ثالثة (عين جدارية) في الجزء العلوي من جمجمتها. تُستخدم هذه العين لامتصاص الأشعة فوق البنفسجية وبالتالي إنتاج فيتامين د.